# Leçons d'amour à l'italienne 2
Série
Leçons d'amour à l'italienne
(2005) L'amour a ses raisons
(2011)
Pour plus de détails, voir Fiche technique et Distribution.
Leçons d'amour à l'italienne 2 (Manuale d'amore 2: Capitoli successivi) est une comédie romantique italienne en quatre sketches réalisée par Giovanni Veronesi et sortie en 2007.

## Synopsis
Eros
Le jeune Nicola a un accident de voiture et est obligé de vivre dans un fauteuil roulant. Sa belle physiothérapeute Lucia devient le sujet de ses fantasmes érotiques. Un soir, elle lui révèle qu'elle va se marier, mais que Nicola est aussi devenu une obsession érotique pour elle et ils ont une relation sexuelle. Par la suite, Nicola change de kinésithérapeute, une femme obèse qui ne l'attire pas, ce qu'il interprète comme une punition divine pour avoir trompé sa petite amie.
La maternità
Franco et Manuela ne parviennent pas à concevoir un enfant de façon naturelle et se rendent à Barcelone pour recourir à la procréation médicalement assistée (PMA). Malgré quelques moments difficiles, ils parviennent à avoir une fille.
Il matrimonio
Fosco et Filippo sont un couple homosexuel résidant à Salento. Le père de Fosco, cependant, n'a jamais accepté l'homosexualité de son fils et la relation romantique qui en résulte avec Filippo. Ils décident, principalement à la demande de Filippo, d'aller se marier en Espagne, mais se disputent lorsque Fosco dit qu'il ne veut pas rester dans la péninsule ibérique pour adopter un fils. Le lendemain soir, cependant, Fosco se bat après une dispute, et cet incident lui donne l'occasion de reconsidérer la possibilité du mariage. Rejoint par Filippo, les deux font la paix et décident de se marier à Barcelone, arrivant avec une heure de retard à la mairie.
Amore estremo
Ernesto, 50 ans, mène une vie monotone, marié à une Milanaise oisive et père d'une fille compulsive. Il redécouvre la vraie passion grâce à la jeune espagnole Cecilia, de passage à Rome pour rencontrer le père qu'elle n'a jamais connu. La femme d'Ernesto découvre qu'il l'a trompée, mais au lieu de se mettre en colère, elle lui pardonne. Il quitte ensuite la maison. Cependant, lors d'un passage en discothèque avec Cecilia, il a une crise cardiaque. Elle décide de retourner en Espagne tandis qu'ayant survécu à son infarctus, il décide de retourner avec sa famille, mais sans oublier Cecilia. 

## Fiche technique
- Titre français : Leçons d'amour à l'italienne 2[1],[2]
- Titre original italien : Manuale d'amore 2: Capitoli successivi[3]
- Réalisation : Giovanni Veronesi
- Scenario : Ugo Chiti, Andrea Agnello (it), Giovanni Veronesi
- Photographie :	Tani Canevari
- Montage : Claudio Di Mauro (it)
- Musique : Paolo Buonvino
- Production : Maurizio Amati (it), Aurelio De Laurentiis, Giuseppe Cioccarelli
- Société de production : Filmauro
- Pays de production :  Italie
- Langue originale : Italien
- Format : Couleurs par Technicolor - 1,85:1 - 35 mm
- Durée : 125 minutes
- Genre : Comédie romantique
- Dates de sortie :
  - Italie : 19 janvier 2007

## Distribution
- Carlo Verdone : Ernesto
- Monica Bellucci : Lucia
- Riccardo Scamarcio : Nicola
- Sergio Rubini : Fosco
- Fabio Volo : Franco
- Barbora Bobuľová : Manuela
- Antonio Albanese : Filippo
- Claudio Bisio : DJ Fulvio
- Dario Bandiera : Dario
- Elsa Pataky : Cecilia
- Eugenia Costantini : Maura
- Gea Lionello : Elena
- Gerardo Placido : le père de Cecilia
- Cosimo Cinieri : père de Fosco et Elena
- Lucia Vasini : la femme d'Ernesto
- Massimo De Lorenzo : l'ami de Franco
- Fiorello : infirmière
- Clotilde De Spirito : Alice Vanzetta
- Ylenia Baccaro : La fille de la salle de rédaction d'une radio
- Toni Malco : Directeur de la radio